# Tom Coyne (hangmérnök)
Tom Coyne (Elizabeth, New Jersey, 1954. december 10. – 2017. április 12.) hatszoros Grammy-díjas amerikai hangmérnök.

## Biográfia
Tom Coyne a New Jersey-i Unionben született. Középiskolai tanulmányait a Roselle Katolikus Gimnáziumban fejezte be 1972-ben. Diplomáját kereskedelmi tervező szakon szerezte a Kean Főiskolán. A főiskolai évei után első munkáját a Dick Charles Recordingnál kapta Lee Hulkótól, a Sterling Sound egykori tulajdonosától. Coyne hat hónapig dolgozott a cégnél, ahol megfigyelte, hogy Charles hogyan masztereli a felvételeket az esztergán, amit nem sokkal később a munkaidején kívül ő is elkezdett. Coyne-t ezek után felvették a Frankford/Wayne Mastering Labshez, ahol Dominic Romeónak segédkezett, aki többek között a Rolling Stonesnak, a Four Seasonsnek, Frankie Vallinak és Dionne Warwicknak is vágott 45-ös fordulatszámú hanglemezeket. Coyne az elkövetkező tíz évben elsősorban dance-együttesekkel dolgozott, első nagyobb munkája a Kool & the Gang Ladies’ Night című lemeze volt. Coyne-t 1989-ben felbérelte a Hit Factory, ahol öt évet töltött el és elsősorban hiphop- és R&B-előadók, így a Black Box, Billy Ocean, az A Tribe Called Quest vagy a De La Soul lemezeit maszterelte. 1994-ben Coyne állásajánlatot kapott Lee Hulkótól, aki addigra már a Sterling Sound tulajdonosa lett. 1998-ban Coyne, Ted Jensen, Greg Calbi, Murat Aktar (az Absolute Audio társalapítója) és a brit székhelyű Metropolis felvásárolta a Sterling Soundot Hulkótól.

## Díjak és elismerések
Coyne hat Grammy- és egy Latin Grammy-díjat nyert és több mint harmincötszörös kategóriagyőztes.

### Grammy-díjak
| Év   | Jelölt mű                               | Díj             | Eredmény |
| ---- | --------------------------------------- | --------------- | -------- |
| 2010 | I Am… Sasha Fierce                      | Az év albuma    | Jelölve  |
| 2012 | 21                                      | Az év albuma    | Elnyerte |
| 2013 | We Are Never Ever Getting Back Together | Az év felvétele | Jelölve  |
| 2014 | Red                                     | Az év albuma    | Jelölve  |
| 2015 | Beyoncé                                 | Az év albuma    | Jelölve  |
| 2015 | In the Lonely Hour                      | Az év albuma    | Jelölve  |
| 2015 | Shake It Off                            | Az év felvétele | Jelölve  |
| 2015 | Stay with Me (Darkchild Version)        | Az év felvétele | Elnyerte |
| 2016 | Blank Space                             | Az év felvétele | Jelölve  |
| 2016 | Can’t Feel My Face                      | Az év felvétele | Jelölve  |
| 2016 | Uptown Funk                             | Az év felvétele | Elnyerte |
| 2016 | 1989                                    | Az év albuma    | Elnyerte |
| 2016 | Beauty Behind the Madness               | Az év albuma    | Jelölve  |
| 2017 | 25                                      | Az év albuma    | Elnyerte |
| 2017 | Purpose                                 | Az év albuma    | Jelölve  |
| 2017 | Hello                                   | Az év felvétele | Elnyerte |
| 2017 | 7 Years                                 | Az év felvétele | Jelölve  |

### Latin Grammy-díjak
| Év   | Jelölt mű            | Díj             | Eredmény |
| ---- | -------------------- | --------------- | -------- |
| 2009 | Ciclos               | Az év albuma    | Jelölve  |
| 2012 | Independiente        | Az év albuma    | Jelölve  |
| 2012 | Déjenme Llorar       | Az év albuma    | Jelölve  |
| 2013 | Corazón Profundo     | Az év albuma    | Jelölve  |
| 2013 | Vivir Mi Vida        | Az év felvétele | Elnyerte |
| 2014 | 3.0                  | Az év albuma    | Jelölve  |
| 2014 | Más Corazón Profundo | Az év albuma    | Jelölve  |
| 2015 | Creo en Mí           | Az év albuma    | Jelölve  |
| 2015 | Sirope               | Az év albuma    | Jelölve  |
| 2016 | Duele el Corazón     | Az év felvétele | Jelölve  |
| 2016 | Conexión             | Az év albuma    | Jelölve  |

## Stúdió
A Sterling Sound New Yorkban van, a Meatpacking Districtben található Chelsea Market legfelső szintjén. A stúdiót Fran Manzella (FM Design) tervezte.

## Válogatott munkái
- 2016    Yellow – Scandal
- 2015    Purpose – Justin Bieber
- 2015    Uptown Special – Mark Ronson
- 2014    1989 – Taylor Swift
- 2014    Rose Ave. – You+Me
- 2014    Four – One Direction
- 2014    Sex and Love – Enrique Iglesias
- 2014    The Best – Girls’ Generation
- 2014    Sweet Talker – Jessie J
- 2014    My Everything – Ariana Grande
- 2014    In the Lonely Hour – Sam Smith
- 2014    The London Sessions – Mary J. Blige
- 2013    3.0 – Marc Anthony
- 2013    Beyoncé – Beyoncé Knowles
- 2013    Avril Lavigne – Avril Lavigne
- 2013    Midnight Memories – One Direction
- 2012    Still Alive – Big Bang
- 2012    The Truth About Love – Pink
- 2012    The Heist – Macklemore
- 2012    Overexposed – Maroon 5
- 2012    Looking for Myself – Usher
- 2012    Red – Taylor Swift
- 2011    21 – Adele
- 2010    Body Talk – Robyn
- 2009    BLACKsummers’night – Maxwell
- 2008    I Am… Sasha Fierce – Beyoncé Knowles
- 2007    Introducing Joss Stone – Joss Stone
- 2006    Nobody Knows – Pink
- 2004    Patience – George Michael
- 2004    On the 6/J-Lo – Jennifer Lopez
- 2004    Lose My Breath/Soldier – Destiny’s Child
- 2003    Frank – Amy Winehouse
- 2003    Dangerously in Love – Beyoncé Knowles
- 2001    Survivor – Destiny’s Child
- 2000    Oops!… I Did It Again – Britney Spears
- 2000    Voodoo – D’Angelo
- 2000    Lover’s Rock – Sade
- 1999    Millennium  – Backstreet Boys
- 1998    Last Time Around: Live at Legends – Buddy Guy
- 1997    Live – Erykah Badu
- 1996    The Coming – Busta Rhymes
- 1995    Liquid Swords – GZA
- 1995    Do You Want More?!!!??! – The Roots
- 1993    Plantation Lullabies – Me’Shell Ndegéocello
- 1993    Code Red – DJ Jazzy Jeff & The Fresh Prince
- 1992    House of Pain – House of Pain
- 1990    Grits Sandwiches for Breakfast – Kid Rock
- 1990    Jump for Joy – Koko Taylor
- 1989    Bayou Cadillac – Beausoleil
- 1988    I Remember Blind Joe Death – John Fahey
- 1980    Celebrate! – Kool & the Gang